# تيسفاى اليباشيو
تيسفاى اليباشيو (27 أغسطس 1988 - ) هو لاعب كرة قدم إثيوبي في مركز الوسط.

## وصلات خارجية
- تيسفاى اليباشيو على موقع الاتحاد الدولي (مؤرشف)  (الإنجليزية)
- تيسفاى اليباشيو على موقع قاعدة بيانات كرة القدم.إي يو (الإنجليزية)
- تيسفاى اليباشيو على موقع ناشيونال فوتبول تيمز (الإنجليزية)